# Franz Stolze
Pour les articles homonymes, voir Stolze.
Franz Stolze, né le 14 mars 1836 à Berlin, et décédé le 13 janvier 1910, est un philosophe, historien, géographe, mathématicien, physicien et ingénieur prussien.

## Biographie
Franz Stolze reçoit d'abord un enseignement privé de son père Heinrich August Wilhelm Stolze (de) (connu comme l'inventeur de la sténographie), puis étudie au lycée de Friedrichswerder de Berlin, dont il est sorti diplômé en 1857. 
À côté d’une brillante carrière académique, Franz Stolze développe, en 1872, la première turbine à gaz fonctionnelle, comprenant notamment un compresseur multi-axial à air chaud et turbine à réaction multistage. Cette turbine connaît peu de succès par elle-même, en raison du peu d’avancement des connaissances en aérodynamique et en métallurgie de l’époque. Elle servira toutefois de base au développement industriel de séries de turbines à gaz en Europe.
Au XIXe siècle, Stolze voyage en Perse. Il est à Ispahan en 1874, pour une mission d’observation de la planète Vénus. Après avoir visité Persépolis, Darab, et Firouzabad, il est rejoint en 1876 par Friedrich Carl Andreas. Ils procèdent ensemble à des fouilles archéologiques dans la province de Fars (Iran). Après le départ d’Andreas en 1880, Stolze reste en Perse une année de plus.
Au cours de son voyage, il étudie les dialectes locaux et collecte un nombre considérable de données linguistiques. Ses observations concernant les infrastructures et le commerce du pays participeront à une meilleure connaissance de sa géographie à la fin du XIXe siècle.